# Bocé
Bocé ist eine ehemalige französische Gemeinde mit 660 Einwohnern (Stand 1. Januar 2022) im Département Maine-et-Loire in der Region Pays de la Loire. Sie gehörte zum Arrondissement Saumur. Die Bewohner werden Bocéens und Bocéennes genannt.
Der Erlass des Präfekten vom 10. Juli 2015 legte mit Wirkung zum 1. Januar 2016 die Eingliederung von Bocé als Commune déléguée gemeinsam mit 14 weiteren Orten zur Commune nouvelle Baugé-en-Anjou fest.

## Geografie

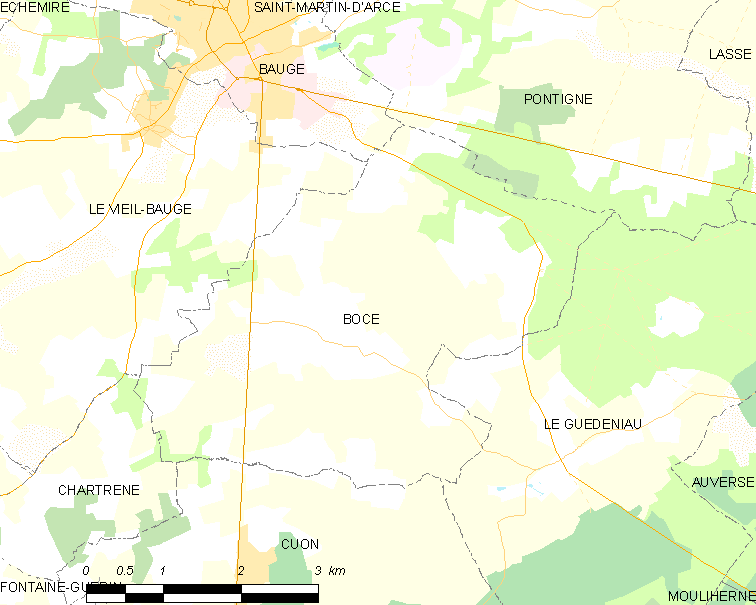
Karte von Bocé

Bocé liegt etwa 35 Kilometer ostnordöstlich von Angers, etwa 59 Kilometer südsüdwestlich von Le Mans und etwa 27 Kilometer nördlich von Saumur in der Région naturelle des Baugeois. Das Gebiet von Bocé liegt im Pariser Becken auf einer gewellten Hochebene. Im südlichen Ortsgebiet erhebt sich ein flacher Höhenzug mit Höhen bis zu 64 m, im Südwesten ein Hügel an der Spitze mit 78 m. Entwässert wird Bocé vom Flüsschen Brocard und vom Ruisseau de Rilavaux. Das Zentrum befindet sich auf etwa 52 m Höhe. Nach Nordosten hin hebt sich das Bodenrelief am Anteil von Bocé an der Forêt domaniale de Chandelais, wo mit 97 m auch die höchste Erhebung des Ortsgebiets gemessen wird.
Umgeben wird Bocé von den sechs Communes déléguées von Baugé-en-Anjou:
| Baugé          | Pontigné                                    |              |
| Le Vieil-Baugé | Kompassrose, die auf Nachbargemeinden zeigt | Le Guédeniau |
| Chartrené      | Cuon                                        |              |

## Geschichte
Es scheint, dass Bocé ursprünglich ein großes gallorömisches Landgut war, dessen Hauskapelle später zur Pfarrkirche wurde und im 11. Jahrhundert gegründet wurde. Die Gründung des Priorats Saint-Martin de liegt vor dem Jahr 1070. Bocé wurde 1036 erstmals als Rotbertum de Bociaco erwähnt. Namensformen in der Folgezeit waren Bocei (1047), Buziacus und Buciacus (1077), Buceiae (1084), Bocheium (1090), Boziacus (1100), Bocceium (1162), Terragium de Boceio (gegen 1111).
Gegen 1080 lag das Gebiet von Bocé in den Händen des Seigneurs Hugues Chamailliard, der es Mönchen des Klosters Marmoutier überließ.

## Bevölkerungsentwicklung

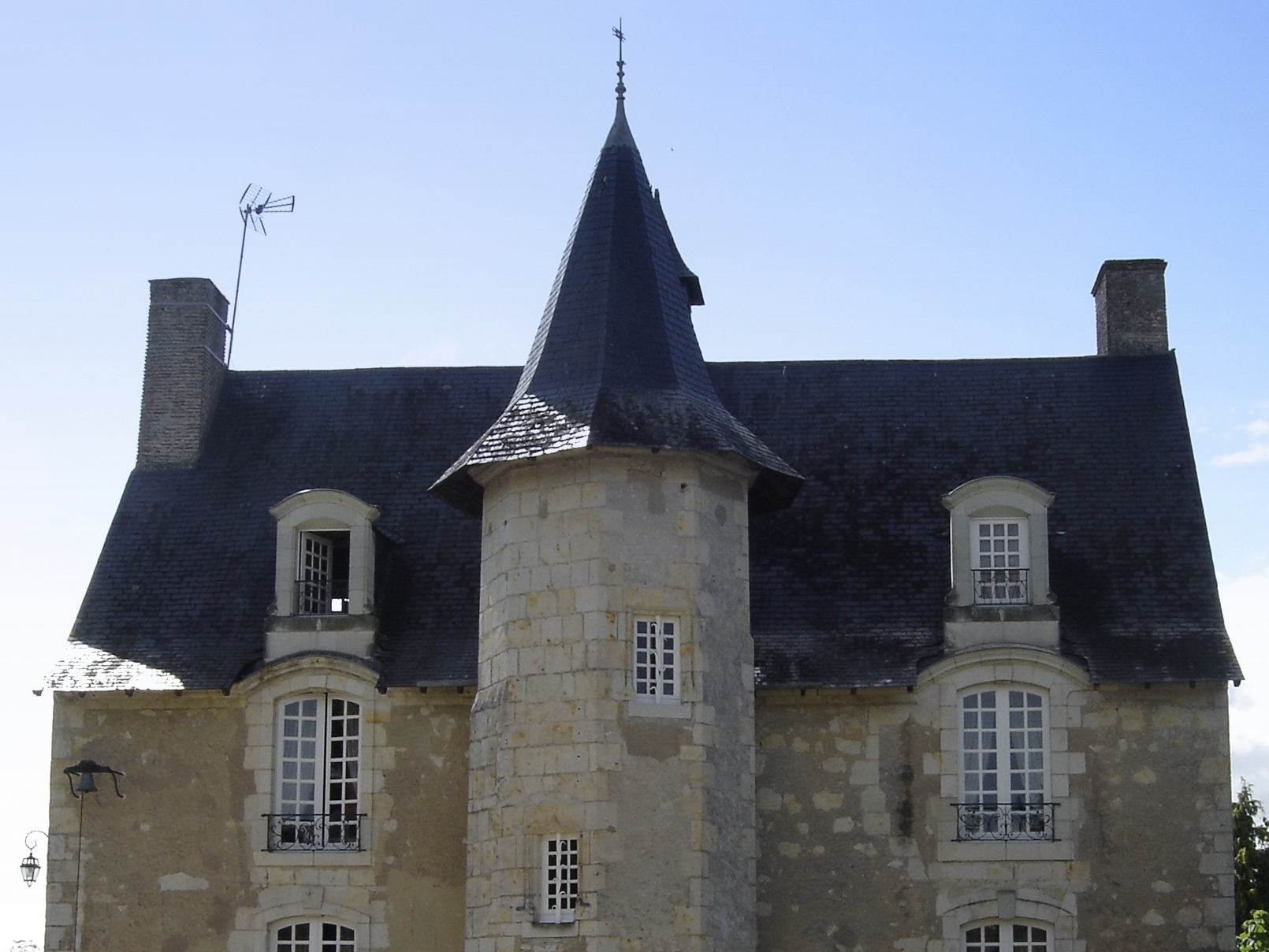
Maison du Cadet

| Bocé: Einwohnerzahlen von 1793 bis 2020                                                                                    | Bocé: Einwohnerzahlen von 1793 bis 2020 | Bocé: Einwohnerzahlen von 1793 bis 2020 | Bocé: Einwohnerzahlen von 1793 bis 2020 | Bocé: Einwohnerzahlen von 1793 bis 2020 |
| --- | --------------------------------------- | --------------------------------------- | --------------------------------------- | --------------------------------------- |
| Jahr |                                         |                                         |                                         | Einwohner                               |
| 1793 | 1793                                    |                                         | 800                                     | 800                                     |
| 1800 | 1800                                    |                                         | 547                                     | 547                                     |
| 1806 | 1806                                    |                                         | 782                                     | 782                                     |
| 1821 | 1821                                    |                                         | 825                                     | 825                                     |
| 1831 | 1831                                    |                                         | 838                                     | 838                                     |
| 1841 | 1841                                    |                                         | 753                                     | 753                                     |
| 1846 | 1846                                    |                                         | 766                                     | 766                                     |
| 1851 | 1851                                    |                                         | 761                                     | 761                                     |
| 1856 | 1856                                    |                                         | 800                                     | 800                                     |
| 1861 | 1861                                    |                                         | 803                                     | 803                                     |
| 1866 | 1866                                    |                                         | 751                                     | 751                                     |
| 1872 | 1872                                    |                                         | 763                                     | 763                                     |
| 1876 | 1876                                    |                                         | 790                                     | 790                                     |
| 1881 | 1881                                    |                                         | 774                                     | 774                                     |
| 1886 | 1886                                    |                                         | 734                                     | 734                                     |
| 1891 | 1891                                    |                                         | 769                                     | 769                                     |
| 1896 | 1896                                    |                                         | 788                                     | 788                                     |
| 1901 | 1901                                    |                                         | 785                                     | 785                                     |
| 1906 | 1906                                    |                                         | 750                                     | 750                                     |
| 1911 | 1911                                    |                                         | 723                                     | 723                                     |
| 1921 | 1921                                    |                                         | 664                                     | 664                                     |
| 1926 | 1926                                    |                                         | 638                                     | 638                                     |
| 1931 | 1931                                    |                                         | 596                                     | 596                                     |
| 1936 | 1936                                    |                                         | 621                                     | 621                                     |
| 1946 | 1946                                    |                                         | 571                                     | 571                                     |
| 1954 | 1954                                    |                                         | 553                                     | 553                                     |
| 1962 | 1962                                    |                                         | 547                                     | 547                                     |
| 1968 | 1968                                    |                                         | 520                                     | 520                                     |
| 1975 | 1975                                    |                                         | 478                                     | 478                                     |
| 1982 | 1982                                    |                                         | 492                                     | 492                                     |
| 1990 | 1990                                    |                                         | 480                                     | 480                                     |
| 1999 | 1999                                    |                                         | 501                                     | 501                                     |
| 2006 | 2006                                    |                                         | 555                                     | 555                                     |
| 2013 | 2013                                    |                                         | 624                                     | 624                                     |
| 2020 | 2020                                    |                                         | 635                                     | 635                                     |
| Quelle(n): EHESS/Cassini bis 1999, INSEE ab 2006 Anmerkung(en): Ab 1962 offizielle Zahlen ohne Einwohner mit Zweitwohnsitz |                                         |                                         |                                         |                                         |

## Sehenswürdigkeiten
Die romanische Pfarrkirche Saint-Martin-de-Vertou aus dem 11. und 16. Jahrhundert ist im typischen Stil romanischer Kirchen des Anjou erbaut. Sie ist seit 1930 als Monument historique klassifiziert und birgt zahlreiche Ausstattungsgegenstände, die in der Base Palissy gelistet sind, darunter eine große Anzahl, die als Monument historique der beweglichen Objekte klassifiziert sind.
Das Schloss Parpacé hat seine Ursprünge in einer Burg aus dem 11. oder 12. Jahrhundert, wovon ein viereckiger Donjon und zwei flankierende Türme demonstrieren. Parpacé ist seit 1993 in Teilen als Monument historique eingeschrieben.
Das Schloss L’Auberdière wurde um 1778 im Stil Louis-seize erbaut und kann zumindest von außen besichtigt werden.
Das Pfarrhaus wurde im 17. Jahrhundert errichtet, im 19. und 20. Jahrhundert umgestaltet.
Das Herrenhaus im Weiler La Boulaye stammt aus dem 15. Jahrhundert, im 19. Jahrhundert umgestaltet, wobei zwei Türme abgerissen wurden.
Das Herrenhaus im Weiler La Défourerie stammt aus dem 15. oder 16. Jahrhundert, im 18. und 19. Jahrhundert umgestaltet.
Das Herrenhaus im Weiler Le Grand-Mandonstammt aus dem 15. oder 16. Jahrhundert mit Ursprüngen im 12. Jahrhundert, wurde im 19. Jahrhundert umgestaltet.
Das Herrenhaus im Weiler Valettes wurde im 15. oder 16. Jahrhundert errichtet, im 18. und 19. Jahrhundert umgestaltet.

## Freizeit und Tourismus
Bocé bemüht sich um ein gepflegtes Ortsbild und gewann schon mehrfach den nationalen Wettbewerb concours des villes et villages fleuris, vergleichbar mit Unser Dorf soll schöner werden. Es gibt im Wald von Chandelais den Wanderweg Circuit du Grand-Mandon. Für das typische Boule-Spiel der Gegend, das Boule de Fort, gibt es auch in Bocé eine spezielle Anlage. Am Waldrand befindet sich zudem eine Pferdesportanlage.

## Persönlichkeiten
Louis-François-Bertrand du Pont d’Aubevoye de Lauberdière (1759–1837), Graf von Lauberdière, kämpfte im Amerikanischen Unabhängigkeitskrieg und in der Grande Armée, geboren und verstorben im Schloss L’Auberdière.